# Кузовка (приток Упёрты)
Кузовка — река в Богородицком районе Тульской области, левый приток Упёрты. Длина реки составляет 16 км, площадь водосборного бассейна 123 км².
Берёт начало в восточной части села Кузовки в районе слободы Болото, течёт вначале на запад вдоль всего села, затем на север мимо села Ломовки и немного севернее села впадает в Упёрту.
У села Ломовка (выше плотины) ширина реки — 44 метра, глубина — 1,2 метра.